# Ricardo Gabarre (Junco)
Ricardo Gabarre Clavería (Fraga, Huesca, 12 de septiembre de 1955), más conocido por su nombre artístico Junco, es un cantante español de rumba flamenca y balada romántica, de etnia gitana.
Se ganó el apodo de Junco de muy niño montando caballos. Nacido en Fraga (Huesca), se traslada a los nueve años a Cornellá de Llobregat (Barcelona), y a los dieciséis ya se sitúa al frente de Los Ángeles Gitanos. Ya entonces se inclinaba por la canción romántica, aunque su productor pretendió introducirlos en el mercado como un grupo más de rumberos de los muchos de aquel entonces.
En 1986 lanza el álbum Hola mi amor, en el que se encuentran varios de sus éxitos como el sencillo «Hola mi amor», o «Celos». Tras éste y sucesivos exitosos discos, Junco finalizaría la década de los ochenta como uno de los mayores representantes de la balada gitana junto a artistas de la talla de Manzanita y Parrita.
Cuando en 1991 graba Bella sin alma inicia un viaje hacia la canción italiana, interpretando melodías de Cocciante, Battisti y Giacobbe, que proseguiría intercalando durante la década de los noventa con temas propios y versiones de otros artistas. En 2000 publica Alguien cantó, en el que versionaría clásicos como «Échame a mí la culpa» o «Angelitos negros», para posteriormente anunciar su retirada. Sin embargo y tras doce años de silencio, en 2012 vuelve con un disco titulado Reencuentro.
En 2022 recibe el Premio a la Trayectoria en los XXIII Premios de la Música Aragonesa. En 2023 emprende una gira de despedida por escenarios de España.

## Discografía
- 1986: Junco
- 1989: No quiero nada
- 1990: Amor amor
- 1991: Bella sin alma
- 1992: Jardín prohibido
- 1993: Mía
- 1994: Te amo
- 1995: Señora mía
- 1997: De amor ya no se muere
- 1999: A mi manera
- 2000: Alguien cantó
- 2005: Todo Junco (recopilatorio)
- 2012: Reencuentro